# Jens Christian Djurhuus
Jens Christian Djurhuus ou encore Sjóvarbóndin (21 août 1773 – 29 novembre 1853) fut le premier poète à écrire en féroïen. Il composa notamment de nombreuses ballades (ou Kvæði en féroïen) dans un style traditionnel sur des thèmes historiques. La plus connue est intitulée Ormurin langi. Djurhuus écrivit également des poèmes satiriques dirigés contre la domination danoise sur les îles Féroé.